# والابی دم‌سوزنی افساردار
والابی دم‌سوزنی افساردار (نام علمی: Onychogalea fraenata) نام یک گونه از سرده والابی دم‌سوزنی است.